# Colona thorelii
Colona thorelii är en malvaväxtart som först beskrevs av François Gagnepain, och fick sitt nu gällande namn av Karl Ewald Maximilian Burret. Colona thorelii ingår i släktet Colona och familjen malvaväxter. Inga underarter finns listade i Catalogue of Life.